# Istocheta adrufipes
Istocheta adrufipes là một loài ruồi trong họ Tachinidae.